# Ètnia mentawai

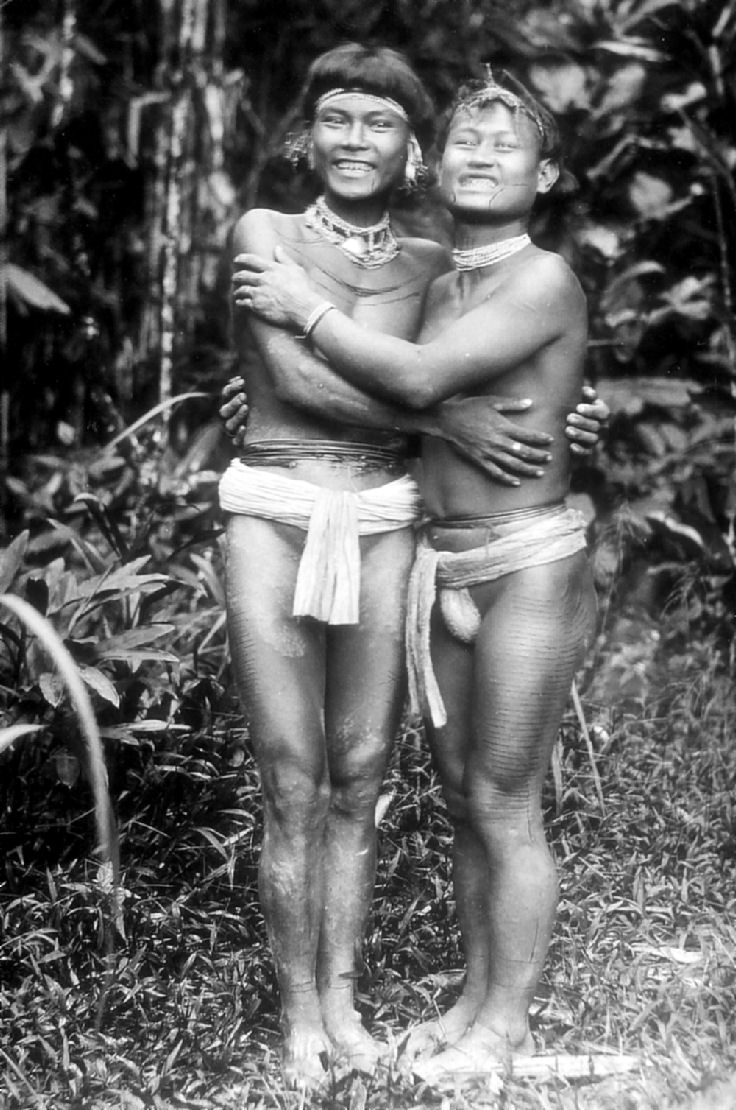
Homes mentawai en 1895.

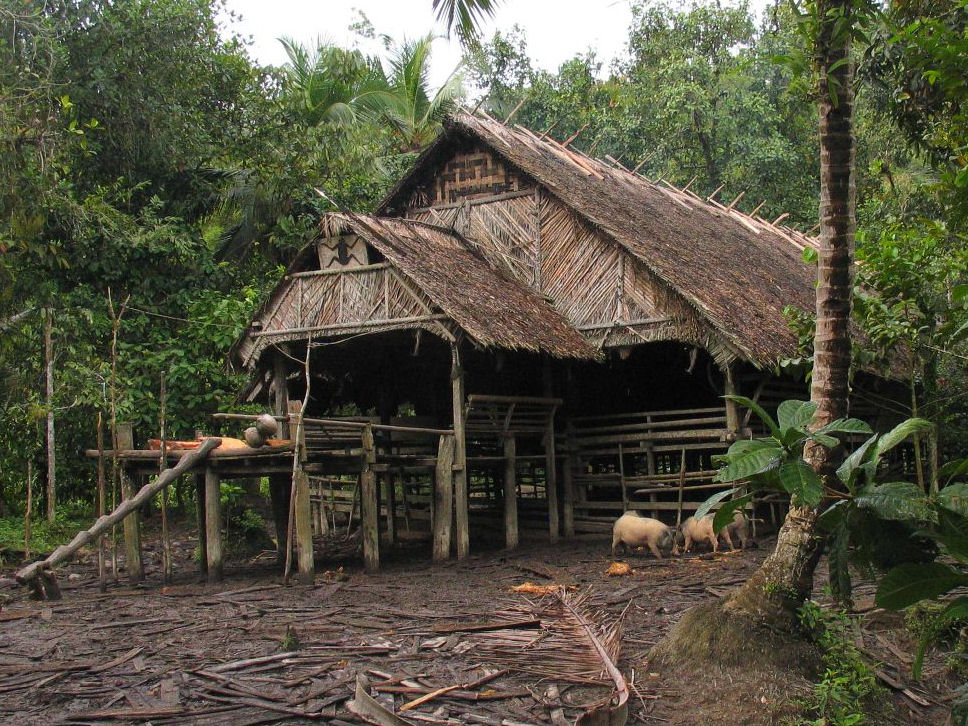
Habitatge mentawai tipus uma.

Els mentawai són una ètnia originària de l'arxipèlag de Mentawai (província de Sumatra Occidental, Indonèsia). Són seminòmades i viuen de la caça i la recol·lecció d'aliments. Es calcula que la seva població ronda els 64.000 individus. L'idioma mentawai pertany a la família de les llengües austronèsies. Els mentawai són coneguts per la seva profunda espiritualitat, els seus tatuatges i la pràctica estètica de les seves dones d'esmolar-se les dents.
Viuen en grans construccions comunals anomenades uma, edificades amb bambú i herbes. El terra s'aixeca i es cobreix amb plaques de fusta. Els homes s'engalanen amb collarets i flors, que porten a les mans i a les orelles.